# Папирус 52
Папирус 52 (англ. Rylands Library Papyrus P52 или фрагмент Иоанна, папирус Райлендса) — фрагмент папируса размером 8,9 × 6 см, содержащий отрывок из Евангелия от Иоанна. Лицевая сторона (recto) содержит строки из Ин. 18:31–33 на греческом языке. Обратная сторона (verso) содержит строчки из стихов 37-38. 
Бернард Гренфелл, известный исследователь оксиринхских рукописей, в 1920 году приобрёл у торговца на египетском рынке большой ворох полуистлевших папирусов. Среди них был обнаружен и этот фрагмент, предварительно датированный первой третью II века, хотя в настоящее время датировка сдвинута к промежутку между 75 и 200 годами нашей эры. Несмотря на дискуссии вокруг датировки, папирус 52 считается древнейшим из сохранившихся до нашего времени текстов Нового Завета.
Начиная с 2007 года папирус выставлен на всеобщее обозрение в здании библиотеки Райландса в Манчестере.

## Греческий текст
С обеих сторон папируса нанесены надписи. Жирным выделены те буквы, которые можно увидеть на сохранившемся фрагменте рукописи.
Евангелие от Иоанна 18:31-33 (recto)
ΟΙ ΙΟΥΔΑΙΟΙ ΗΜΙΝ ΟΥΚ ΕΞΕΣΤΙΝ ΑΠΟΚΤΕΙΝΑΙ 
OYΔΕΝΑ ΙΝΑ Ο ΛΟΓΟΣ ΤΟΥ ΙΗΣΟΥ ΠΛΗΡΩΘΗ ΟΝ ΕΙ-
ΠΕΝ ΣΕΜΑΙΝΩΝ ΠΟΙΩ ΘΑΝΑΤΩ ΗΜΕΛΛΕΝ ΑΠΟ
ΘΝΕΣΚΕΙΝ ΕΙΣΗΛΘΕΝ ΟΥΝ ΠΑΛΙΝ ΕΙΣ ΤΟ ΠΡΑΙΤΩ-
ΡΙΟΝ Ο ΠΙΛΑΤΟΣ ΚΑΙ ΕΦΩΝΗΣΕΝ ΤΟΝ ΙΗΣΟΥΝ 
ΚΑΙ ΕΙΠΕΝ ΑΥΤΩ ΣΥ ΕΙ ΒΑΣΙΛΕΥΣ ΤΩΝ ΙΟΥ-
ΔΑΙΩN...

Иудеи сказали ему: нам не позволено предавать смерти никого, — да сбудется слово Иисусово, которое сказал Он, давая разуметь, какою смертью Он умрёт. Тогда Пилат опять вошёл в преторию, и призвал Иисуса, и сказал Ему: Ты Царь Иудейский?
Евангелие от Иоанна 18:37-38 (verso)
ΒΑΣΙΛΕΥΣ ΕΙΜΙ ΕΓΩ ΕΙΣ ΤΟΥΤΟ ΓΕΓΕΝΝΗΜΑΙ
 ΚΑΙ (ΕΙΣ ΤΟΥΤΟ) ΕΛΗΛΥΘΑ ΕΙΣ ΤΟΝ ΚΟΣΜΟΝ ΙΝΑ ΜΑΡΤΥ-
ΡΗΣΩ ΤΗ ΑΛΗΘΕΙΑ ΠΑΣ Ο ΩΝ ΕΚ ΤΗΣ ΑΛΗΘΕI-
ΑΣ ΑΚΟΥΕΙ ΜΟΥ ΤΗΣ ΦΩΝΗΣ ΛΕΓΕΙ ΑΥΤΩ
 Ο ΠΙΛΑΤΟΣ ΤΙ ΕΣΤΙΝ ΑΛΗΘΕΙΑ ΚΑΙ ΤΟΥΤΟ 
ΕΙΠΩΝ ΠΑΛΙΝ ΕΞΗΛΘΕΝ ΠΡΟΣ ΤΟΥΣ ΙΟΥ-
ΔΑΙΟΥΣ ΚΑΙ ΛΕΓΕΙ ΑΥΤΟΙΣ ΕΓΩ ΟΥΔΕΜΙΑΝ
 ΕΥΡΙΣΚΩ ΕΝ ΑΥΤΩ ΑΙΤΙΑΝ

[ты говоришь, что] Я Царь. Я на то родился и на то пришёл в мир, чтобы свидетельствовать о истине; всякий, кто от истины, слушает гласа Моего. Пилат сказал Ему: что есть истина? И, сказав это, опять вышел к Иудеям и сказал им: я никакой вины не нахожу в Нём.